# Valentin Brouck
Valentin Brouck est un joueur français de volley-ball né le 9 novembre 1987 à Roubaix (Nord). Il mesure 1,93 m et joue réceptionneur-attaquant.

## Clubs
| Club              | Pays   | De        | À         |
| ----------------- | ------ | --------- | --------- |
| Saint-Brieuc CAVB | France | 2007-2008 | 2008-2009 |

## Palmarès
Champion de France interpoles 2004-2005 (wattignies)